# 彦糸
彦糸（ひこいと）は、埼玉県三郷市の町名。現行行政地名は彦糸一丁目から三丁目。郵便番号は341-0001。

## 地理
埼玉県の東部地域で、三郷市の最北部、吉川市道庭と隣接している。また、中川を境に草加市、八潮市とも隣接している。川沿いの一丁目に多くの住宅が所在している。二丁目は主に水田などの農地となっている。三丁目は二郷半領用水より東側で、所在するのはひかり幼稚園のみと、狭いエリアになっている。

## 沿革
かつては江戸期より存在した下総国葛飾郡二郷半領に属する彦糸村だった。
- はじめは幕府領。以降変遷なし[3]。なお、検地は1697年（元禄10年）に実施。
- 1612年（慶長17年）に伊奈忠次により地内に二郷半領用水が開削される[4]。
- 寛永年間頃に武蔵国に編入された[3]。
- 1695年（元禄8年）に采女新田を分村する[3]。
- 幕末の時点では葛飾郡に属し、明治初年の『旧高旧領取調帳』の記載によると、代官・佐々井半十郎支配所が管轄する幕府領であった[5]。
- 1868年（慶応4年）6月19日 - 幕府領が武蔵知県事・山田政則（忍藩士）の管轄となる。
- 1869年（明治2年）1月13日 - 武蔵知県事・河瀬秀治の管轄区域に小菅県を設置、小菅県の管轄となる[6]。県庁は葛飾郡小菅村に置かれる。
- 1871年（明治4年）11月13日 - 第1次府県統合により埼玉県の管轄となる。
- 1879年（明治12年）3月17日 - 郡区町村編制法により成立した北葛飾郡に属す。郡役所は杉戸宿に設置。
- 1889年（明治22年）4月1日 - 町村制施行に伴ない、北葛飾郡彦成村、番匠免村、上口村、彦倉村、彦糸村、彦野村、彦江村、下彦川戸村、上彦川戸村、上彦名村、彦音村、彦沢村、花和田村、谷口村、采女新田が合併して彦成村が成立、彦糸村は彦成村の大字彦糸となる。
- 1956年（昭和31年）9月30日 - 彦成村が東和村、早稲田村と合併し三郷村が成立。三郷村の大字となる。
- 1964年（昭和39年）10月1日 - 三郷村が町制施行し、三郷町の大字となる。
- 1965年（昭和40年） - 大字彦糸の一部を吉川町に編入する[3]。
- 1972年（昭和47年）
  - 5月3日 - 三郷町が市制施行し、三郷市の大字となる。
  - 7月1日 - 大字彦糸の一部が彦成一丁目〜五丁目の成立に伴い編入[7]。
- 1976年（昭和51年）
  - 1月6日 - 地番変更の実施に伴ない、大字彦糸の大部分、大字彦音の一部、大字采女新田の一部から彦糸一丁目〜三丁目が成立[7]。
  - 3月31日 - 大字彦糸の一部が彦音一丁目・二丁目の成立に伴い編入[7]。
- 2012年（平成24年）3月24日 - 地内に埼玉県道67号のバイパス道路（都市計画道路三郷吉川線）が開通する。

## 交通

### 鉄道
- 地内に鉄道は敷設されていない。最寄り駅は武蔵野線新三郷駅となる。

### 道路
- 東京都道・埼玉県道67号葛飾吉川松伏線・バイパス（都市計画道路三郷吉川線）
- 彦成通

## 施設
- 彦糸公民館
- 三郷ひかり幼稚園
- 彦糸公園
- 真言宗豊山派安養院
- 彦糸女体神社

※ 三郷市立彦糸小学校および三郷市立彦糸中学校は隣の彦成三丁目に立地する。